# الكفاح (مجلة)
الكفاح كانت مجلة عربية تصدر كل أسبوعين، تأسست في عام 1973 تحت رئاسة تحرير وحيد الزمان الكيرانوي. وقد نشرتها جمعية علماء الهند، وكانت بمثابة وسيلة إعلامية للمنظمة، حيث تناولت التحديات التي يواجهها المسلمون الهنود. وتهدف المطبوعة المكونة من ثماني صفحات إلى رفع مستوى الوعي بهذه المخاوف بين جمهور إسلامي أوسع، وخاصة في دول الخليج الذي يذهب فيه كثير من الهنود للعمل. ورغم أن مجلة الكفاح لم تكن لها أي علاقة رسمية بدار العلوم ديوبند، إلا أنها كانت تنشر بانتظام مقالات لكتاب مرتبطين بمجلة المؤسسة العربية، الداعي. توقفت المجلة عن النشر في عام 1987.

## الجهود الأولية
بعد استقلال الهند عام 1947، واجه المسلمون الهنود تحديات كبيرة، حيث أدى التقسيم والتوترات الطائفية إلى إضعاف هويتهم الجماعية وسبل عيشهم. إن العالم العربي والإسلامي، الذي يركز على باكستان، غالبًا ما يتجاهل المسلمين في الهند، ويعتبرهم مجموعة صغيرة مهمشة ذات نفوذ ضئيل. ردًا على ذلك، سعت جمعية علماء الهند إلى إعادة تشكيل المفاهيم من خلال إطلاق مجلة الكفاح في تشرين الأول 1973، بهدف معالجة المفاهيم الخاطئة، وتثقيف المسلمين الهنود، وتسليط الضوء على دور المنظمة. وقد تميزت مجلة الكفاح، بقيادة وحيد الزمان الكيرانوي، الذي أدار المجلة بمفرده لعدة سنوات، بأسلوب عرضها ونهجها غير التجاري، مع الحفاظ على التركيز على الاحتياجات الدينية والاجتماعية للمجتمع. حرر لتفور رحمن عزمي ومحمد مزامل قاسمي المجلة لاحقًا قبل أن تتوقف عن النشر في كانون الأول 1987.

## التركيز الأيديولوجي
ورغم أن المجلة كانت سياسية في المقام الأول، إلا أنها غطت مجموعة واسعة من المواضيع، بما في ذلك الخطاب الديني، والفلسفة، والشؤون العالمية، والتطورات العلمية والثقافية. وقد أُطلقَت خلال فترة حكومة المؤتمر في الهند، وكانت تهدف إلى معالجة المفاهيم الخاطئة في الدول العربية فيما يتعلق بوضع المسلمين الهنود، وتسليط الضوء على دورهم في المجتمع وانتقاد سياسات الحكومة في بعض الأحيان. ركز جزء كبير من محتواها على برامج الجمعية ورحلاتها وأنشطتها. وتضمنت الإصدارات الخاصة إحياءً لذكرى الملك السعودي فيصل وإصدارًا مئويًّا لدار العلوم ديوبند، كل منهما يتكون من 132 صفحة. كان المحتوى يشمل كُتاب مثل نديم الوجيدي وأعمال لمؤلفين عرب. نُشرت المجلة بحجم كبير في ثماني صفحات، وتضمنت أقسامًا متخصصة حول مواضيع مثل المصطلحات السياسية وتعليقات الصحف، حيث قدمت رؤى تقنية وتعليقات على الأخبار العالمية، إلى جانب عينات من الخط العربي.

## الشهرة الأكاديمية
وقد قام الأكاديميون بتحليل جهود هذه المجلة، مؤكدين على أهميتها اللغوية والثقافية والموضوعية. اعتبر قمر الزمان من جامعة عليكرة الإسلامية أنها مبادرة متميزة وحركة مستقلة في الصحافة العربية، تتميز بالنهج المبتكر للقيراناوي وقراءته الواسعة. سلط أنيس ألانجادان من جامعة المهاتما غاندي في ولاية كيرالا الضوء على توافق المجلة مع المجلات العربية الهندية الأخرى في الترويج للغة والثقافة العربية. وأشار عبد الرحمن من جامعة جواهر لالنهرو إلى تركيزها على القضايا الإسلامية، بما في ذلك دور الباحثين الديوبنديين في الجهود المناهضة للاستعمار وتطوير العلاقات مع العالم العربي. وأكد حافظ الرحمن من جامعة جواهاتي على شهرة هذه المجلة بين الدوريات العربية المعاصرة لمحتواها الجيد وأهميتها الثقافية. اعتبر ذكر الله عربي من جامعة مولانا آزادي الأردية الوطنية أن هذا المنشور مهم في سياق الصحافة العربية في الهند، حيث يتعامل مع الموضوعات الإسلامية والثقافية مع تعزيز تعليم اللغة العربية. تحدث سروار علم الندوي من جامعة عليكرة الإسلامية عن دورها في نشر الأفكار الإسلامية، وإحياء التراث، ودعم الدراسات العربية. وقد أقر أحمد ديزي وحبيب شهيد الإسلام من جامعة قوهاتي بدورها في تقدم اللغة العربية أثناء نشرها تحت مظلة جمعية علماء الهند، على الرغم من تراجعها في وقت لاحق.

## نداء عابر للحدود الوطنية
حظيت المجلة بتقدير في العالم العربي لتركيزها على القضايا الإسلامية والثقافية والسياسية، وخاصة تلك التي تهم المسلمين الهنود. وقد أقرت منشورات مثل هدى الإسلام التي نشرتها وزارة الأوقاف والشؤون الدينية (عمان) ، ومنار الإسلام التي نشرتها الهيئة العامة للشؤون الإسلامية والأوقاف في دولة الإمارات العربية المتحدة، والدراسات والبحوث الإسلامية التي نشرتها رابطة الجامعات الإسلامية، بمحتواها. كما أعادت العديد من الصحف نشر مقالاتها، مما أدى إلى توسيع نطاقها وزيادة الوعي بقضايا المسلمين الهنود بين الجماهير العربية. وقد أكدت الاستجابات الفردية، بما في ذلك تلك التي قدمها أبو بكر محمد سعيد حسن من عمان ومحمود عبده غانم من المدينة المنورة، على جهود المجلة في الإثراء الثقافي وتعزيز دراسات اللغة العربية. وعلى نحو مماثل، أشاد محمد إبراهيم العويد من المملكة العربية السعودية بدور الجامعة في الدراسات الإسلامية وفي تطوير الروابط بين المسلمين الهنود والعالم الإسلامي الأوسع.

## طالع أيضًا
- مجلات دار العلوم ديوبند